# Temporada 2001 de las Grandes Ligas de Béisbol
La Temporada 2001 de las Grandes Ligas de Béisbol comenzó el 1 de abril con el juego de apertura entre Texas Rangers frente a
Toronto Blue Jays y finalizó cuando Arizona Diamondbacks derrotó a New York Yankees en la Serie Mundial
en siete juegos.
Los ataques terroristas del 11 de septiembre en Nueva York y Washington D. C., forzaron a que el final de la temporada
regular finalice 7 de octubre, en vez del 30 de septiembre como se tenía previsto. Debido a la tragedia, la Serie Mundial no finalizó sino hasta el 4 de
noviembre. Por lo tanto, se llamó la serie de noviembre [cita requerida]. La Serie Mundial de 2001 fue la única Serie Mundial que
terminó en noviembre, hasta la Serie 2009, que debía finalizar el 1 de noviembre como mínimo y finalizó el 4 de noviembre.
El Juego de las Estrellas se disputó el 10 de julio en el Safeco Field de Seattle y fue ganado
por la selección de la Liga Americana 4-1.
Esta temporada fue maravillosa para los Seattle Mariners, que igualó el récord de victorias en la temporada regular con 116. Barry Bonds rompió el récord
de Home runs en una temporada de Mark McGwire y el regreso patriótico del béisbol después de una semana de juegos pospuesto debido al 9/11.

## Temporada regular
Liga Americana

| División Este        | División Este | División Este | División Este | División Este | División Este | División Este |
| Equipo               | V             | D             | CTE           | JD            | LOCAL         | VISITA        |
| -------------------- | ------------- | ------------- | ------------- | ------------- | ------------- | ------------- |
| New York Yankees (2) | 95            | 65            | 0.594         | —             | 51–28         | 44–37         |
| Boston Red Sox       | 82            | 79            | 0.509         | 13½           | 41–40         | 41–39         |
| Toronto Blue Jays    | 80            | 82            | 0.494         | 16            | 40–42         | 40–40         |
| Baltimore Orioles    | 63            | 98            | 0.391         | 32½           | 30–50         | 33–48         |
| Tampa Bay Rays       | 62            | 100           | 0.383         | 34            | 37–44         | 25–56         |

| División Central      | División Central | División Central | División Central | División Central | División Central | División Central |
| Equipo                | V                | D                | CTE              | JD               | LOCAL            | VISITA           |
| --------------------- | ---------------- | ---------------- | ---------------- | ---------------- | ---------------- | ---------------- |
| Cleveland Indians (3) | 91               | 71               | 0.562            | —                | 44–36            | 47–35            |
| Minnesota Twins       | 85               | 77               | 0.525            | 6                | 47–34            | 38–43            |
| Chicago White Sox     | 83               | 79               | 0.512            | 8                | 46–35            | 37–44            |
| Detroit Tigers        | 66               | 96               | 0.407            | 25               | 37–44            | 29–52            |
| Kansas City Royals    | 65               | 97               | 0.401            | 26               | 35–46            | 30–51            |

| División Oeste        | División Oeste | División Oeste | División Oeste | División Oeste | División Oeste | División Oeste |
| Equipo                | V              | D              | CTE            | JD             | LOCAL          | VISITA         |
| --------------------- | -------------- | -------------- | -------------- | -------------- | -------------- | -------------- |
| Seattle Mariners (1)  | 116            | 46             | 0.716          | —              | 57–24          | 59–22          |
| Oakland Athletics (4) | 102            | 60             | 0.630          | 14             | 53–28          | 49–32          |
| Anaheim Angels        | 75             | 87             | 0.463          | 41             | 39–42          | 36–45          |
| Texas Rangers         | 73             | 89             | 0.451          | 43             | 41–41          | 32–48          |

Liga Nacional  
| División Este         | División Este | División Este | División Este | División Este | División Este | División Este |
| Equipo                | V             | D             | CTE           | JD            | LOCAL         | VISITA        |
| --------------------- | ------------- | ------------- | ------------- | ------------- | ------------- | ------------- |
| Atlanta Braves (3)    | 88            | 74            | 0.543         | —             | 40–41         | 48–33         |
| Philadelphia Phillies | 86            | 76            | 0.531         | 2             | 47–34         | 39–42         |
| New York Mets         | 82            | 80            | 0.506         | 6             | 44–37         | 38–43         |
| Florida Marlins       | 76            | 86            | 0.469         | 12            | 46–34         | 30–52         |
| Montreal Expos        | 68            | 94            | 0.420         | 20            | 34–47         | 34–47         |

| División Central        | División Central | División Central | División Central | División Central | División Central | División Central |
| Equipo                  | V                | D                | CTE              | JD               | LOCAL            | VISITA           |
| ----------------------- | ---------------- | ---------------- | ---------------- | ---------------- | ---------------- | ---------------- |
| Houston Astros (1)      | 93               | 69               | 0.574            | —                | 44–37            | 49–32            |
| St. Louis Cardinals (4) | 93               | 69               | 0.574            | —                | 54–28            | 39–41            |
| Chicago Cubs            | 88               | 74               | 0.543            | 5                | 48–33            | 40–41            |
| Milwaukee Brewers       | 68               | 94               | 0.420            | 25               | 36–45            | 32–49            |
| Cincinnati Reds         | 66               | 96               | 0.407            | 27               | 27–54            | 39–42            |
| Pittsburgh Pirates      | 62               | 100              | 0.383            | 31               | 38–43            | 24–57            |

| División Oeste           | División Oeste | División Oeste | División Oeste | División Oeste | División Oeste | División Oeste |
| Equipo                   | V              | D              | CTE            | JD             | LOCAL          | VISITA         |
| ------------------------ | -------------- | -------------- | -------------- | -------------- | -------------- | -------------- |
| Arizona Diamondbacks (2) | 92             | 70             | 0.568          | —              | 48–33          | 44–37          |
| San Francisco Giants     | 90             | 72             | 0.556          | 2              | 49–32          | 41–40          |
| Los Angeles Dodgers      | 86             | 76             | 0.531          | 6              | 44–37          | 42–39          |
| San Diego Padres         | 79             | 83             | 0.488          | 13             | 35–46          | 44–37          |
| Colorado Rockies         | 73             | 89             | 0.451          | 19             | 41–40          | 32–49          |

## Postemporada
|  | Serie Divisional | Serie Divisional   | Serie Divisional     |   |                      | Campeonato de la Liga | Campeonato de la Liga | Campeonato de la Liga |  |  | Serie Mundial | Serie Mundial    | Serie Mundial |
|  |                  |                    |                      |   |                      |                       |                       |                       |  |  |               |                  |               |
|  | 1                | Seattle Mariners   | 3                    |   |                      |                       |                       |                       |  |  |               |                  |               |
|  | 3                | Cleveland Indians  | 2                    |   |                      |                       |                       |                       |  |  |               |                  |               |
|  | 3                | Cleveland Indians  | 2                    |   | 1                    | Seattle Mariners      | 1                     |                       |  |  |               |                  |               |
|  | Liga Americana   |                    |                      |   | 1                    | Seattle Mariners      | 1                     |                       |  |  |               |                  |               |
|  |                  | 2                  | New York Yankees     | 4 |                      |                       |                       |                       |  |  |               |                  |               |
|  | 2                | 2                  | New York Yankees     | 4 | New York Yankees     | 3                     |                       |                       |  |  |               |                  |               |
|  | 2                |                    |                      |   | New York Yankees     | 3                     |                       |                       |  |  |               |                  |               |
|  | 4                | Oakland Athletics  | 2                    |   |                      |                       |                       |                       |  |  |               |                  |               |
|  |                  |                    |                      |   |                      |                       |                       |                       |  |  | AL2           | New York Yankees | 3             |
|  |                  | NL2                | Arizona Diamondbacks | 4 |                      |                       |                       |                       |  |  |               |                  |               |
|  | 1                | Houston Astros     | 0                    |   |                      |                       |                       |                       |  |  |               |                  |               |
|  | 3                | Atlanta Braves     | 3                    |   |                      |                       |                       |                       |  |  |               |                  |               |
|  | 3                | Atlanta Braves     | 3                    |   | 3                    | Atlanta Braves        | 1                     |                       |  |  |               |                  |               |
|  | Liga Nacional    |                    |                      |   | 3                    | Atlanta Braves        | 1                     |                       |  |  |               |                  |               |
|  |                  | 2                  | Arizona Diamondbacks | 4 |                      |                       |                       |                       |  |  |               |                  |               |
|  | 2                | 2                  | Arizona Diamondbacks | 4 | Arizona Diamondbacks | 3                     |                       |                       |  |  |               |                  |               |
|  | 2                |                    |                      |   | Arizona Diamondbacks | 3                     |                       |                       |  |  |               |                  |               |
|  | 4                | St Louis Cardinals | 2                    |   |                      |                       |                       |                       |  |  |               |                  |               |

|                                                              |
| Campeón de las Grandes Ligas Arizona Diamondbacks 1.º título |

## Líderes de la liga

### Liga Americana
Líderes de Bateo 
| Categoría           | Jugador        | Equipo | Marca |
| ------------------- | -------------- | ------ | ----- |
| Porcentaje de bateo | Ichiro Suzuki  | SEA    | .350  |
| Cuadrangulares      | Alex Rodríguez | TEX    | 52    |
| Carreras Impulsadas | Bret Boone     | SEA    | 141   |
| Carreras Anotadas   | Alex Rodríguez | TEX    | 133   |
| Hits                | Ichiro Suzuki  | SEA    | 242   |
| Robo de Bases       | Ichiro Suzuki  | SEA    | 56    |

Líderes de Pitcheo 
| Categoría         | Jugador        | Equi | Marca |
| ----------------- | -------------- | ---- | ----- |
| Victorias         | Mark Mulder    | OAK  | 21    |
| Derrotas          | José Mercedes  | BAL  | 17    |
| ERA               | Freddy García  | SEA  | 3.05  |
| Ponches           | Hideo Nomo     | BOS  | 220   |
| Entradas Lanzadas | Freddy García  | SEA  | 238.2 |
| Juegos salvados   | Mariano Rivera | NYY  | 50    |

### Liga Nacional
Líderes de Bateo 
| Categoría           | Jugador                   | Equipo  | Marca |
| ------------------- | ------------------------- | ------- | ----- |
| Porcentaje de bateo | Larry Walker              | COL     | .350  |
| Cuadrangulares      | Barry Bonds               | SFG     | 73    |
| Carreras Impulsadas | Sammy Sosa                | CHC     | 160   |
| Carreras Anotadas   | Sammy Sosa                | CHC     | 146   |
| Hits                | Rich Aurilia              | SFG     | 206   |
| Robo de Bases       | Juan Pierre Jimmy Rollins | COL PHI | 46    |

Líderes de Pitcheo 
| Categoría         | Jugador                    | Equipo  | Marca |
| ----------------- | -------------------------- | ------- | ----- |
| Victorias         | Curt Schilling Matt Morris | ARI STL | 22    |
| Derrotas          | Bobby Jones                | SDP     | 19    |
| ERA               | Randy Johnson              | ARI     | 2.49  |
| Ponches           | Randy Johnson              | ARI     | 372   |
| Entradas Lanzadas | Curt Schilling             | ARI     | 256.2 |
| Juegos salvados   | Rob Nen                    | SFG     | 45    |